# Hamish MacCunn

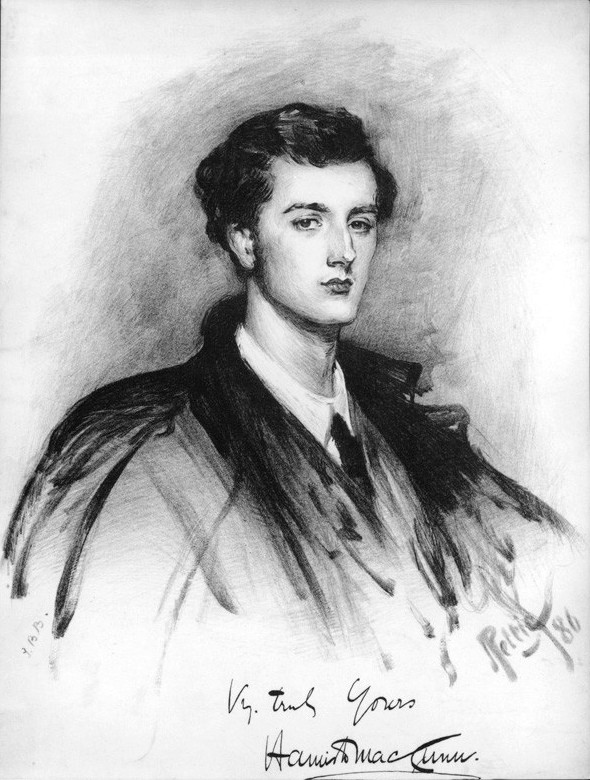
Porträt Hamish MacCunn, 1886, nach John Pettie

Hamish MacCunn (* 22. März 1868 in Greenock (Schottland); † 2. August 1916 in London) war ein schottischer Komponist und Dirigent.

## Leben
MacCunn war Sohn eines Schiffseigners. Beide Eltern waren musikalisch. Seine ersten Stücke verfasste er mit fünf Jahren. Im Alter von fünfzehn Jahren ging er mit einem Stipendium an das Royal College of Music in Kensington, wo er unter anderen bei Hubert Parry und Charles Villiers Stanford studierte. Von 1888 bis 1894 war er dort als Professor tätig.
Seinen ersten Erfolg hatte er 1887 mit der Ouvertüre „The Land of the Mountain and the Flood“, der weitere romantische Kompositionen mit schottischen Einflüssen folgten. 1888 heiratete er Alison Pettie, die Tochter des Malers John Pettie, Mitglied der Royal Academy of Arts. Aus der Ehe ging ein Sohn hervor. Sein Schwiegervater, selbst ein begeisterter Musiker, förderte seine Karriere. 1894 kommt seine Oper „Jeanie Deans“ in Edinburgh heraus, die zwei Jahre später ihre Premiere in London hatte, wo sie bis in die 1920er Jahre im Repertoire blieb. 1898 schuf er eine von der Royal Philharmonic Society, London, in Auftrag gegebene „Ballet music from Diarmid“ für seine gleichnamige Oper.
1916 starb er völlig überarbeitet im Alter von 48 Jahren an den Folgen von Kehlkopfkrebs.